# Huétor

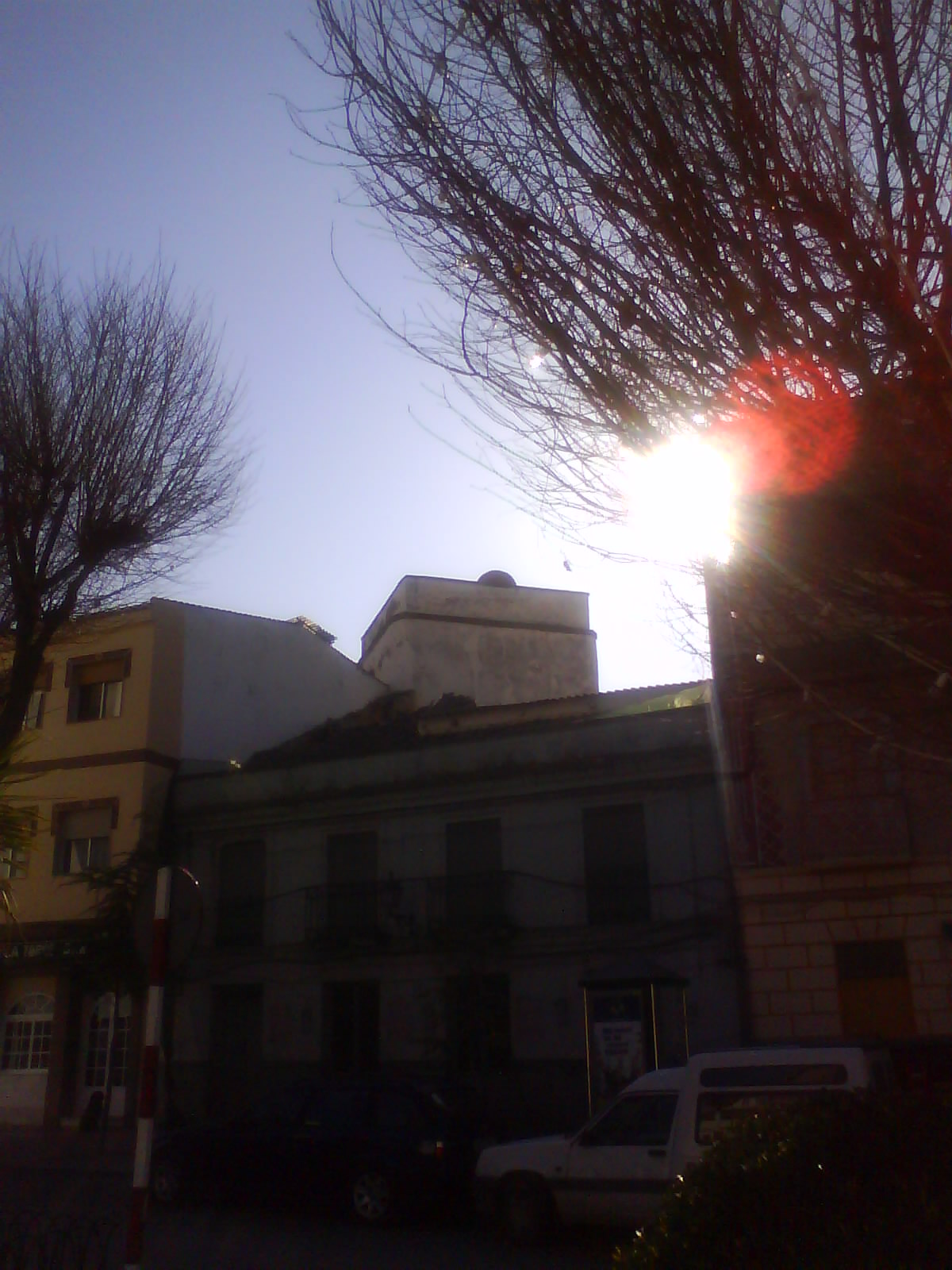
Vista a contraluz del Torreón de Huétor.

Huétor, Vector o Hector fue una alquería española que se situaba en el alfoz de Loja, donde hoy está el pueblo de Huétor Tájar, en la provincia de Granada. El único elemento existente actualmente de esta alquería, es el Torreón de Huétor, embebido por un caserío en las proximidades de la iglesia. Se encuentra rodeado de casas, por lo que solo es visible parcialmente desde la plaza.
La primera referencia sobre la alquería de Huétor, la encontramos en Ibn al-Jatib como qaryat Wat. El primero en identificarla fue Seco de Lucena, sin embargo en estudios posteriores este topónimo hay que identificarlos con Huétor Santillán, que en la documentación castellana de fines del siglo XV y principios del XVI aparece denominada como Huete
Hay que acudir a las fuentes cristianas para encontrar la primera cita de la alquería de Huétor. En la Crónica del Halconero de Pedro Carrillo de Huete se narran los hechos protagonizados por el condestable de Castilla Álvaro de Luna en la campaña militar de 1431 previa a la batalla de la Higueruela. En la relación de poblados destruidos durante la campaña se nombra a un Hector o Vector, que se ha identificado como el Huétor Tájar actual.
En el Libro de Repartimiento de Loja encontramos frecuentes referencias a la torre de Huétor. Los Reyes Católicos concedieron en 1496 una merced a Don Álvaro de Luna de a la torre y cortijo de Huétor, además de 400 fanegas de tierra de secano y regadío. La adquisición de numerosas tierras por D. Álvaro de Luna y sus descendientes permitió la compara por 5000 ducados en 1559 del señorío jurisdiccional de Huétor Tájar.